# Siduzhen (ort i Kina, Shaanxi, lat 32,92, long 107,43)
Siduzhen är en ort i Kina. Den ligger i provinsen Shaanxi, i den nordvästra delen av landet, omkring 200 kilometer sydväst om provinshuvudstaden Xi'an. Antalet invånare är 8 111. Befolkningen består av 3 938 kvinnor och 4 173 män. Barn under 15 år utgör 15,0 %, vuxna 15-64 år 71 %, och äldre över 65 år 13,0 %.
Runt Siduzhen är det ganska tätbefolkat, med 96 invånare per kvadratkilometer. Närmaste större samhälle är Shahezhen, 9,5 km nordost om Siduzhen. I omgivningarna runt Siduzhen växer i huvudsak blandskog.
Genomsnittlig årsnederbörd är 1 295 millimeter. Den regnigaste månaden är september, med i genomsnitt 282 mm nederbörd, och den torraste är december, med 3 mm nederbörd.